# 官能小説

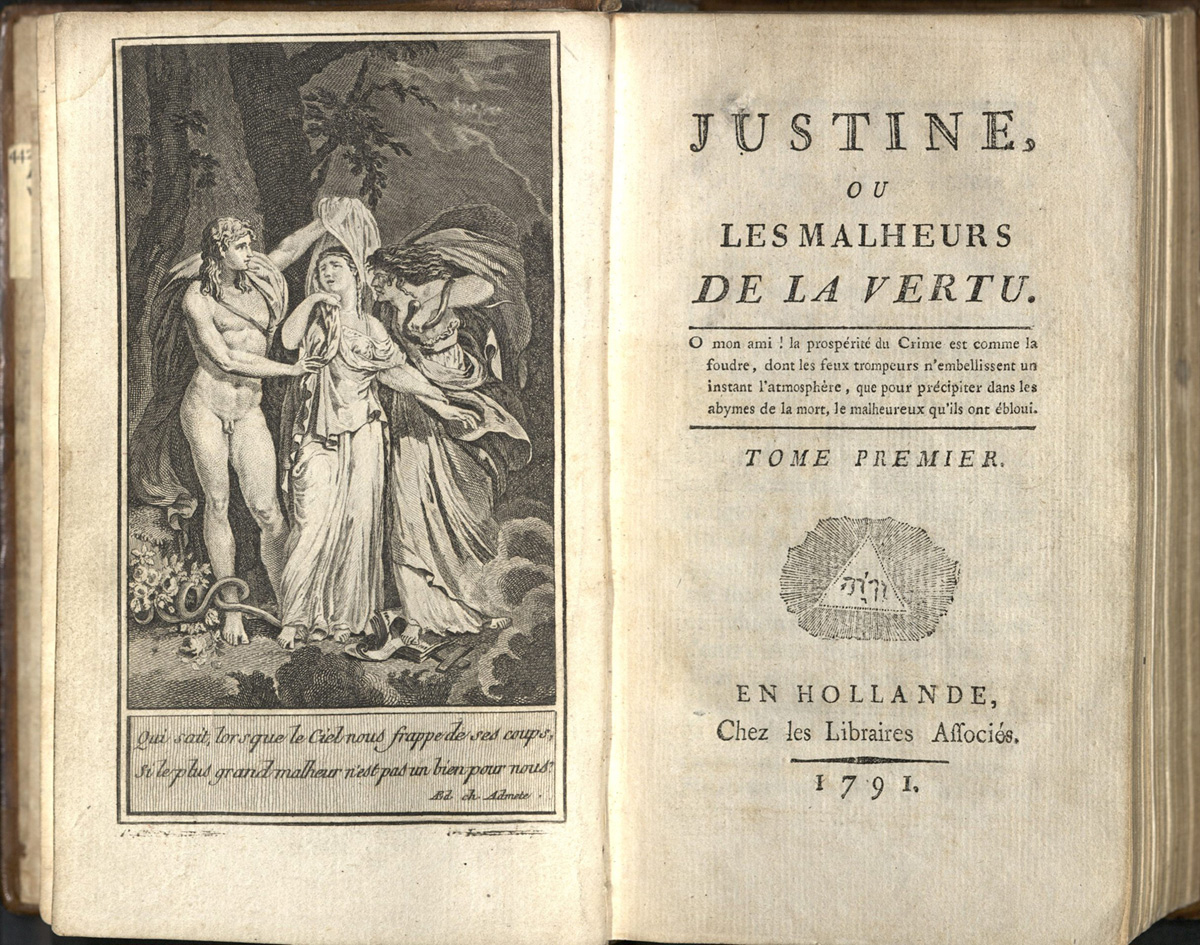
サド侯爵『美徳の不幸』（1787年）

官能小説（かんのうしょうせつ）とは、官能に訴える、つまり男女間もしくは同性間での交流と性交を主題とした小説の一ジャンル。ポルノ小説とも。
広義にはジュブナイルポルノやボーイズラブ小説・ティーンズラブ小説なども含まれるが、この項では、日本における、これらを除いた成人男性向けに書かれた官能小説（狭義の官能小説）について主に述べる。

## 概説
近代的な小説のジャンルとして、読者の性欲を刺激することを目的に据え、性愛を描いた作品は明治時代から存在した。しかし、これらの作品が当時「官能小説」の名前で呼ばれていたわけではなかった。官能小説評論家の永田守弘によれば、第二次世界大戦後には「エロ小説」の名で、1960年代に入ると「ポルノ小説」と呼称されるのが一般的であった。そのうえで、永田によれば、このジャンルが「官能小説」として定着したのは、20世紀後半になってからのことであるとしている。
専門のレーベルから出版されることが多いが、これは出版社が世間体を気にしているためである。わざわざ別会社を設立して販売している例もある。
大半が書き下ろしとして文庫や新書の形で出版されるが、人気作家になるとスポーツ新聞や男性向け週刊誌や小説誌などに連載する場合も多い。もちろん一般の小説と同様に、ウェブサイトに掲載したり携帯電話で配信したりすることもある。
店頭では人目を気にして内容を吟味しにくいためか、タイトルは「美少女」「女教師」「熟女」「未亡人」「お姉さま」など「＊＊もの」をストレートに表現していることが多い。これは多数の作家が、出版社やジャンルによって筆名を使い分けている（あるいは使い分けさせられている）事にも現れている。

## 独特な用語
官能小説では卑猥さを演出するため（また、かつては取り締まりを回避するため）、独特な用語が使われている。
- 陰茎：肉樹
- 膣：蜜壷
- 小陰唇：花弁
- 肛門：菊座　等
- 生殖器・排泄器官に関する医療用語（いわゆる横文字）

2006年にはちくま文庫から官能小説の用語や表現を集めた辞典が刊行されている。
また、近年の作品ではオノマトペが多用される傾向にある。

## 規制
性的な主題を扱った他のジャンルと同様に、官能小説にも検閲・規制の問題があり、表現の自由等をめぐって様々な論争があった。中でも
- 『チャタレイ夫人の恋人』をめぐる一連の裁判（チャタレー事件）[4]
- 悪徳の栄え事件
- 四畳半襖の下張事件[5]

などは有名である（これらが官能小説にあたるかどうかも異論がある）。しかし、その是非とは別に、摘発や規制がかえって官能小説独特の比喩などの表現方法を発展させたという事実もある。近年ではアダルトビデオや成人向け漫画など、より刺激の強いメディアが登場したこともあり、小説の性描写が問題になる事はごく稀である。
ただし、スポーツ新聞・週刊誌などでの掲載においては、性描写が表現の自主規制で厳格に管理されている。

## 歴史
1950年代から60年代にかけて、雑誌『奇譚クラブ』に連載された、団鬼六の『花と蛇』が連載される。
1970年代に入ると、館淳一が『凶獣は闇を撃つ』でデビュー。官能小説の側でも、SMものを中心に、下着や女装といった多彩な分野が描かれるようになる。最終的にこの流れは出版社側にも変化を及ぼし、1985年にフランス書院文庫やマドンナメイト文庫、グリーンドア文庫（関連項目参照）が発刊されるなど、官能小説とマニア向け小説の融合が続くこととなる。
また、70年代の終わりには官能小説を手掛ける女流作家が登場した。1978年にデビューした丸茂ジュンを初めとして、岡江多紀、中村嘉子が活躍を始めた。この流れは80年代以降にも続き、1989年にデビューした、ハードな描写で人気を博した藍川京や、1992年には、癒やし系ともいわれる作品を発表している内藤みかが登場した。

## ジャンル
一般の小説は読者の趣味・嗜好に合わせた様々なジャンルに分化しているが、官能小説はさらに読者のセクシュアリティにも合わせた膨大なジャンルのバリエーションがある。ただし、実際には下記のジャンルのいくつかが複合して作品が成り立っているのが普通である。

### ジャンル一覧
- 人妻、未亡人
- 和姦（純愛）
- 不倫
- 寝取られ物
- スワッピング、グループセックス
- レイプ、輪姦
- SM・緊縛・監禁・調教・人工授精
- 浣腸・アナルセックス・アナルフィストなどの肛門性愛
- 獣姦
- 痴漢・（強制）露出・露出狂
- 下着などのフェティシズム
- 処女・童貞喪失
- タトゥーやピアス、包皮切除などの肉体改造
- 近親相姦（実母・義母・伯叔母・姉妹・従姉妹・姪・姑・嫁など）
- 複数同時関係（ハーレムなど。相手となる複数女性の関係性として母娘や姉妹という場合もある）
- お姉さん（年上の中で、特に未婚の女性がメインヒロインとなる。お姉さん先生など）
- 美少女（女子高校生がメインヒロインとなる）
- 美少年、ショタコン、シーメール、ニューハーフ（一部ではメインストーリーとなっているが、ほとんどは添え物）
- 熟女（同級生の母親、女将、女社長など）
- 学園・学校
- （男性読者の嗜好としての）レズ
- 服装（レオタード・水着・制服・ボンデージ…など）
- 職業（OL・保険外交員・女教師・各種アイドル・女医・看護師・スチュワーデス（フライトアテンダント）・バレリーナ・秘書・イベントコンパニオン…など）
- 時代小説（時代物）
- 悪女、女囚（少数存在する）
- 宗教家（巫女、尼僧、修道女など）
- 軍隊もの（奴隷狩りなど）
- ホステス、キャバクラ嬢、AV女優、風俗嬢など「水商売」や性風俗産業に従事する女性（ジャンルとして避けられる傾向にあるが、少数存在する） - ピンク映画やオリジナルビデオ、アダルトビデオでは比較的取り上げられる事が多い。
- 父娘相姦（ジャンルとして避けられる傾向にあるが、少数存在する）
- ピカレスク - 男性主人公の場合が多いが、一部ではヒロインが能動的に動く作品もある。

また、傍流のものとして、
- SF・ファンタジー（ジュブナイルポルノ）
- 告白・実話物
- 実写系のメディアミックス作品
- 同性愛者向け（とくにゲイ向け。三島由紀夫の「愛の処刑」、碧川潭の「虚無への供物」などが有名）

がある。これらは、タイトルのなかにそのまま含まれることが多い。
また、最近ではライトノベルや同人誌の隆盛に伴って、女性向けの官能小説（ティーンズラブ小説）、少年向けの官能小説（ジュブナイルポルノ）が出版されることも増えている。

### 告白本・実話物
「告白本」あるいは「実話物」と称される特異な書籍のジャンルが存在する。これらは、読者から寄せられた告白体験をまとめたものであると謳われている。
しかしながら、告白と銘打たれているものの、そのほぼ全てが実際にはフィクションであり、事実上、作家名を伏せた短編集と解釈されるべきであろう。
読者側の多くも、これらの書籍の内容がほぼフィクションであることを、ある程度暗黙の了解として認識していると考えられる。その理由は、読者からの投稿に基づいて制作されたと記載されていながら、読者が実際に投稿するための宛先が明示されていなかったり、投稿を募集している場合であっても、「フィクションであっても構わない」「年齢や性別などは自称で良い」といった但し書きが公然と付記されている事例が存在するためである。

### ジュブナイルポルノ
ジュブナイルポルノとは、1980年代後半に勃興した、ライトノベルに近似した様式で制作された若年層向けの官能小説を分類して指したもの。
ジュブナイルポルノでは、大半のレーベルでライトノベルと同様に巻頭カラーイラストがあり、本文中にも挿絵がページ単位で挿入されているなど、従来の官能小説とはだいぶ異なる体裁を持っているが、最大の特徴は狭義の官能小説ではタブーとされるSFやファンタジーの要素が小説の世界観としてにふんだんに利用されていることにある。これは対象としている読者層がライトノベルの読者中の成人層やアダルトゲームのプレイヤーであり、そのような世界観についての予備知識をある程度持っていることを前提としているためである。また、ジャンルの歴史という面から見ても、最初期のレーベルである富士見書房の富士見文庫（富士見美少女文庫）では、アダルトアニメ『くりいむレモン』シリーズのノベライズ作品を主力ラインナップとしていたことなど、1980年代の時点で既に他のメディアとの連動が意識されており、SFやファンタジーの要素がふんだんに含まれた作品が多数出版されていたことが挙げられる。この巻頭カラーイラストや本文中に挿入した挿絵の多くの割合を性描写に割く富士見美少女文庫のスタイルは1990年代に入って次々と勃興した後続レーベルの方向性にも大きな影響を与え、アダルトゲームの普及と共に、多くのアダルトゲームが利用するファンタジー調の世界観や設定をジュブナイルポルノの読者層へ受容させるための礎となっていった。
業界が本格的な発展を遂げた1990年代以降、ジュブナイルポルノ、アダルトゲーム、アダルトアニメの三業界は本文・イラストの人材面も含めて相互に高い関連性を持つようになり、この三者のいずれかが原作となってのアニメ化・ゲーム化・ノベライズは相互に多数制作されている。